# Punky Reggae Party
Punky Reggae Party es una canción de Reggae compuesta por Bob Marley y Lee Perry, grabada y lanzada en el año 1977. No tuvo aparición en discos de estudio. También fue lanzada como Lado-B del simple Jamming y posteriormente una versión en vivo aparece en el disco Babylon by Bus.

## Contexto sobre la canción
La canción trata sobre la experiencia y el aprendizaje que tuvo Marley al radicarse en Inglaterra a mediados de los años 70 y convivir con el movimiento punk que se vivía en esos momentos en ese país con grupos como The Clash, quienes demostraron tener muchos factores ideológicos similares con la cultura Rastafari, además de que la canción "Punky Reggae Party" surgió como una respuesta a The Clash cuando ellos versionaron la canción "Police and Thieves" de Junior Marvin, en su primer disco. En esos momentos, el descontento de la clase obrera, tanto en Jamaica como en Inglaterra, tenían un punto de convergencia representados por los Rude Boys y por sus críticas sociales frente al poder y la clase rica. De ahí la unión del Punk, el Ska y el Reggae como una fórmula que tuvo sus orígenes en los años 80 y que se basaba en constantes quejas sobre la desigualdad social, el abuso de poder y el racismo contra la raza negra.
En la letra se mencionan a los grupos punk ingleses The Damned, The Jam y The Clash, además de la banda pub Dr. Feelgood y el grupo de rocksteady Toots and the Maytals, todos ellos definidos por Marley como "New Wave".
En el simple original, Lee Perry no fue acreditado como compositor, aunque luego recibiría crédito en Babylon by Bus y en la edición Deluxe doble de Exodus.

## Versiones
- La banda de reggae vasco riojana Potato interpola parte de esta canción en "Inde Kustion", de su simple Rula de 1988.
- La banda rasta-punk argentina Todos Tus Muertos versionó en vivo esta canción en Re-unión en vivo de 2006, luego la grabarían en estudio en Crisis Mundial de 2010.

## Canciones
1977 12" single
1. "Punky Reggae Party" – 9:19
2. "Punky Reggae Version" – 8:49

## Músicos
El tema se grabó con miembros del grupo británico de reggae Aswad, como es el caso del baterista Drummie Zeb, así como músicos de Third World, como Richard Daley y Ibo Cooper en el bajo y los teclados respectivamente y Candy McKenzie y Aura Lewis en los coros. 
- Datos: Q634497